# Državna krilatica
Državna krilatica ili Nacionalno geslo je simboličan izraz koji se rabi za opisivanje namjere ili motivacije države u kratkoj frazi.
Geslo može se nalaziti na državnim simbolima: zastavi, grbu i biti dio državne himne, na kovanicama ili novčanicama. 
Pojedine države nemaju nacionalno geslo.